# Montes del Aguacate
Los montes del Aguacate son una serie de cerros y serranías ubicados en Costa Rica, con un mismo origen volcánico, que se extienden desde Cañas en Guanacaste hasta San Pablo de Turrubares en la provincia de San José. Por mucho tiempo fueron conocidos por su riqueza aurífera, cuya explotación tuvo un importante ciclo económico durante finales del siglo XIX y gran parte del siglo XX.

## Geografía
Se inician en el cerro Pan de Azúcar (260 mnsm) y cerro Palmira (228 mnsn), que son relictos volcánicos ubicados a 3 km y 11 km respectivamente de la ciudad de Cañas. El cerro San José (1052 m s. n. m.) es un antiguo cono volcánico localizado a 11 km al sur de Tilarán. El cerro Tilarán (634 m s. n. m.) se levanta inmediatamente al sureste de esta ciudad, constituido por los restos de un antiguo sistema volcánico. Los cerros Pelado (660 m s. n. m.) y Delicias (680 m s. n. m.) están a 12 km de Cañas, se pueden observar fácilmente al acercarse a esta ciudad por la carretera interamericana norte desde San José. Poseen forma cónica, conspicua y aislada, con paredes escarpadas y farallones desprovistos de vegetación que ofrecen semejanza con un volcán. Se pueden encontrar fuentes termales en la localidad de Aguacaliente, que contienen potencial geotérmico. Los cerros Frío (1222 m s. n. m.) y San Pedro (1299 m s. n. m.) se ubican a 10 y 15 km al sureste de Tilarán, y son antiguos conos volcánicos tapizados por mantos de cenizas del Arenal. A 5.5 km de Abangares se encuentra el cerro Marsella, un relicto volcánico del grupo Aguacate, al igual que los cerros Pelados (460 m s. n. m.) y Herrera (539 m s. n. m.), a 16 km del distrito de Barranca del cantón de Puntarenas. Cerca de esta población, a 3.5 km al nornoreste, se encuentra el cerro San Miguel (414 m s. n. m.), un domo volcánico cupuliforme irregular con protuberancias laterales y laderas empinadas.
La parte de la serranía conocida popularmente como Monte del Aguacate es un conjunto de cerros ubicados entre los cantones de Atenas y Orotina, varios kilómetros antes de San Mateo. Viajando por la carretera desde Atenas hacia Orotina, a mano derecha se ubican los cerros Pelón de San Mateo (882 m s. n. m.), Mondongo (1020 m s. n. m.) y Tinajita (925 mnsm), antiguos relictos volcánicos. Al este de Atenas se encuentra el cerro Macho Chingo (780 m s. n. m.), y entre este cerro y la quebrada Matías, se localiza una loma aislada de forma cónica conocida como cerro Pelón. En el lugar se localizan sitios como Alto del Monte y Estanquillos, que gozan de una vista panorámica al valle central y el pacífico central. Es en este valle que nace el Río Cajón y su catarata de Los Ángeles.
La ciudad de Palmares se encuentra ubicada en un antigua caldera volcánica de forma casi circular, rodeada por los cerros Hornos (1278 m s. n. m.), San Isidro (1259 m s. n. m.) y Espíritu Santo (1363 m s. n. m.). Este último es un volcán compuesto por lavas fracturadas y meteorizadas. El cerro Espíritu Santo es uno de los mejores miradores del Valle Central de Costa Rica. La sierra de Tilarán finaliza con los cerros Tablazo (1120 m s. n. m.), a 6 km de Santiago de Puriscal, y La Roca (2258 m s. n. m.) y Trinidad (2056 m s. n. m.), sus cumbres máximas, ubicadas al noreste de San Pablo de Turrubares. Estos cerros están constituidos por rocas volcánicas que siguen un foco volcánico extinto.